# George Conyngham, III marchese di Conyngham
George Conyngham, III marchese di Conyngham (3 febbraio 1825 – Westminster, 2 giugno 1882), è stato un nobile e ufficiale inglese.

## Biografia
Era il figlio maggiore di Francis Conyngham, II marchese di Conyngham, e di sua moglie, Lady Jane Paget. Studiò al Eton College.

## Carriera
È stato Lord luogotenente d'Irlanda (1847-1852). Raggiunse il grado di tenente-colonnello (1861-1868). Ha ricoperto la carica di scudiero di Sua Maestà la regina Vittoria (1870-1872) e la carica di Vice ammiraglio di Ulster. Venne promosso al grado di maggiore generale nel 1877. Fu tenente colonnello della Royal East kent Yeomanry Mounted Rifles. Nel 1881 raggiunse il grado di tenente generale.

## Matrimonio
Sposò, il 17 giugno 1854 a Londra, Lady Jane Stanhope (14 maggio 1833-28 novembre 1907), figlia del maggiore generale Charles Stanhope, IV conte di Harrington e Mary Foote. Ebbero sette figli:
- Lady Blanche Conyngham (1856-13 aprile 1946);
- Henry Conyngham, IV marchese di Conyngham (1º ottobre 1857-28 agosto 1897);
- Lady Costanza Augusta Conyngham (1859-14 giugno 1941), sposò Richard Combe, ebbero cinque figli;
- Lady Jane Seymour Conyngham (1860-30 ottobre 1941), sposò Christian Combe, ebbero quattro figli;
- Lady Maud Elizabeth Conyngham (1862-27 maggio 1949), sposò Frederick Ramsden, ebbero cinque figli;
- Lady Florence Conyngham (1866-28 gennaio 1946), sposò Bertram Frankland-Russell-Astley, ebbero due figli;
- Lord Charles Arthur Conyngham (1º febbraio 1871-7 marzo 1929), sposò in prime nozze Lena Barbara Morgan, non ebbero figli, sposò in seconde nozze Annie Brewer Morgan, non ebbero figli.

## Morte
Morì il 2 giugno 1882, all'età di 57 anni a Belgrave Square, Westminster, Londra. Fu sepolto a Patrixbourne, Kent.

## Ascendenza
|                                             |                                  |                                     | Genitori                              |  |  | Nonni |  |  | Bisnonni                               |  |  | Trisnonni      |  |
|                                             |                                  |                                     |                                       |  |  |       |  |  | Francis Conyngham, II barone Conyngham |  |  | Francis Burton |  |
|                                             |                                  |                                     |                                       |  |  |       |  |  | Francis Conyngham, II barone Conyngham |  |  | Francis Burton |  |
|                                             |                                  | Mary Conyngham                      |                                       |  |  |       |  |  | Francis Conyngham, II barone Conyngham |  |  |                |  |
| Henry Conyngham, I marchese di Conyngham    |                                  |                                     |                                       |  |  |       |  |  | Francis Conyngham, II barone Conyngham |  |  |                |  |
|                                             |                                  | Elizabeth Clements                  | Nathaniel Clements                    |  |  |       |  |  |                                        |  |  |                |  |
|                                             |                                  | Elizabeth Clements                  | Nathaniel Clements                    |  |  |       |  |  |                                        |  |  |                |  |
|                                             |                                  | Elizabeth Clements                  | Hannah Gore                           |  |  |       |  |  |                                        |  |  |                |  |
| Francis Conyngham, II marchese di Conyngham |                                  | Elizabeth Clements                  |                                       |  |  |       |  |  |                                        |  |  |                |  |
|                                             |                                  | Joseph Denison                      | Joseph Denison                        |  |  |       |  |  |                                        |  |  |                |  |
|                                             |                                  | Joseph Denison                      | Joseph Denison                        |  |  |       |  |  |                                        |  |  |                |  |
|                                             |                                  | Joseph Denison                      | Rebecca Wainman                       |  |  |       |  |  |                                        |  |  |                |  |
| Elizabeth Denison                           |                                  | Joseph Denison                      |                                       |  |  |       |  |  |                                        |  |  |                |  |
|                                             |                                  | Elizabeth Butler                    | William Butler                        |  |  |       |  |  |                                        |  |  |                |  |
|                                             |                                  | Elizabeth Butler                    | William Butler                        |  |  |       |  |  |                                        |  |  |                |  |
|                                             |                                  | Elizabeth Butler                    | Elizabeth Butler                      |  |  |       |  |  |                                        |  |  |                |  |
| George Conyngham, III marchese di Conyngham |                                  | Elizabeth Butler                    |                                       |  |  |       |  |  |                                        |  |  |                |  |
|                                             | Henry Paget, I conte di Uxbridge | Nicholas Bayly, II baronetto        |                                       |  |  |       |  |  |                                        |  |  |                |  |
|                                             | Henry Paget, I conte di Uxbridge | Nicholas Bayly, II baronetto        |                                       |  |  |       |  |  |                                        |  |  |                |  |
|                                             | Henry Paget, I conte di Uxbridge | Caroline Paget                      |                                       |  |  |       |  |  |                                        |  |  |                |  |
| Henry William Paget, I marchese di Anglesey | Henry Paget, I conte di Uxbridge |                                     |                                       |  |  |       |  |  |                                        |  |  |                |  |
|                                             |                                  | Jane Champagne                      | Arthur Champagne                      |  |  |       |  |  |                                        |  |  |                |  |
|                                             |                                  | Jane Champagne                      | Arthur Champagne                      |  |  |       |  |  |                                        |  |  |                |  |
|                                             |                                  | Jane Champagne                      | Marianne Hamon                        |  |  |       |  |  |                                        |  |  |                |  |
| Jane Paget                                  |                                  | Jane Champagne                      |                                       |  |  |       |  |  |                                        |  |  |                |  |
|                                             |                                  | George Villiers, IV conte di Jersey | William Villiers, III conte di Jersey |  |  |       |  |  |                                        |  |  |                |  |
|                                             |                                  | George Villiers, IV conte di Jersey | William Villiers, III conte di Jersey |  |  |       |  |  |                                        |  |  |                |  |
|                                             |                                  | George Villiers, IV conte di Jersey | Anne Egerton                          |  |  |       |  |  |                                        |  |  |                |  |
| Caroline Villiers                           |                                  | George Villiers, IV conte di Jersey |                                       |  |  |       |  |  |                                        |  |  |                |  |
|                                             |                                  | Frances Twysden                     | Philip Twysden, vescovo di Raphoe     |  |  |       |  |  |                                        |  |  |                |  |
|                                             |                                  | Frances Twysden                     | Philip Twysden, vescovo di Raphoe     |  |  |       |  |  |                                        |  |  |                |  |
|                                             |                                  | Frances Twysden                     | Frances Carter                        |  |  |       |  |  |                                        |  |  |                |  |
|                                             |                                  | Frances Twysden                     |                                       |  |  |       |  |  |                                        |  |  |                |  |